# 前島美知子
前島 美知子（まえじま みちこ、1981年 - ）は、日本とフランスの研究者、執筆家、翻訳家、起業家。
日本とフランスの学術博士（Ph.D）。シャンパーニュ アンリ・ジロー アンバサダー。フランス三田会事務局。京都府による活動支援を受け海外で京都府の振興を助ける京都倶楽部パリ事務局。
フランス国立科学研究所（CNRS）ポスドク研究員、国際連合教育科学文化機関（ユネスコ）日本政府代表部（パリ）専門調査員を経て、CNRS建築・都市・都市計画・環境研究室（LAVUE）研究員と個人事業主（通訳・コンサルティング、フランス）を兼任。東洋経済オンラインに執筆中。

## 経歴・人物
東京都出身。慶應義塾大学大学院政策・メディア研究科（慶應義塾大学湘南藤沢キャンパス（SFC））修了後、フランス政府給費留学生（第三部門）として2005年に渡仏。建築史研究の傍ら、ワインやモード業界での通訳や翻訳を手がける。
2015年から2016年、パリ市研究助成金 Research in Paris ポスドク奨学生としてフランス国立科学研究センター(CNRS)内AUS/IMR7218LAVUE研究所 研究者 (幕末から明治初期にかけての函館の土地利用の変遷と函館カトリック教会の成立に関する研究) 、2018年から2021年、ユネスコ日本政府代表部に外務省専門調査員として勤務。
2024年10月17日が第1回目となるユネスコ「国際無形文化遺産の日」に際し、ユネスコ本部が公開したPR動画にモデルとして出演。内容は、ユネスコの無形文化遺産である結城紬の着物をアピールするもので、フランス、パリのユネスコ本部敷地内にあるイサム・ノグチ設計による日本庭園で前島が結城紬の着物を纏い、ユネスコの広報チームによって撮影が行われた。動画は2024年10月17日以降、ユネスコ公式インスタグラム、facebook、TikTokのソーシャルネットワークに掲載されている。

## 主な出版物
- 『サンゴバン - ガラス・テクノロジーが支えた建築のイノベーション』（三宅理一, 中島智章共著、武田ランダムハウス・ジャパン） 2010年 ISBN 978-4-270-00591-0
- 『パリの街並みと暮らし 知られざる魅力』（マリー・ル・ゴアジウ著、リズ・エルツォーグ絵・写真、西村書店） 2013年 ISBN 978-4-89013-692-6
- 『Vocabulaire de la spatialité japonaise 日本の生活空間』 (フランス語、フィリップ・ボナン、西田雅嗣ら共著、CNRS出版、2014、ISBN 978-2271080592 - フランス建築アカデミー書籍賞受賞
- 『ぼくは建築家ヤング・フランク』（フランク・ビバ（原著はMoMA出版(ニューヨーク)）、坂茂監訳、西村書店） 2015年 ISBN 978-4-89013-955-2
- 『Edifier et équiper les bases de l’Armée japonais: Transferts de technologie France-Japon 1868-1930』(フランス語、E-BOOK)、Calaméo出版（フランス） 2015年
- 『わたしは映画監督ヤング・ シャーロット』（フランク・ビバ著（原著はMoMA出版(ニューヨーク)）、西村書店） 2016年 ISBN 978-4890139729
- 『地中海を旅する62章 歴史と文化の都市探訪』（松原康介編著、明石書店） 2019年 ISBN 9784750347844
- 『カラー 世界 パンデミックの記録　コロナに立ち向かう人類の挑戦』（マリエル・ウード編、AFP通信写真、青柳正規日本語版監修、西村書店） 2022年 ISBN 978-4-86706-034-6[4]

## 主な論文
- 『9140 旧陸軍遺産の成立と陸軍技師に関する研究 : 旧陸軍航空飛行隊黎明期の建築計画と陸軍技師田村鎮(日本近代:建築家(1),建築歴史・意匠)』[5]
- 『9308 日仏技術交流史からみた陸軍の施設計画に関する研究 : 旧歩兵第十六聯隊兵舎(新発田)の事例とフランスからの系譜(日本近代:各種建築(2),建築歴史・意匠,2014年度日本建築学会大会(近畿)学術講演会・建築デザイン発表会)』[6]他、18件